# 2571 Geisei
Geisei (asteróide 2571) é um asteróide da cintura principal, a 1,7938696 UA. Possui uma excentricidade de 0,1948881 e um período orbital de 1 214,75 dias (3,33 anos).
Geisei tem uma velocidade orbital média de 19,9537919 km/s e uma inclinação de 2,87274º.
Este asteróide foi descoberto em 23 de Outubro de 1981 por Tsutomu Seki.